# Kyparissia
Kyparissia' (græsk: Κυπαρισσία}) er en by og en tidligere kommune i det nordvestlige Messenien, Peloponnes, Grækenland. Siden kommunalreformen i 2011 er den en del af kommunen Trifylia, som den er hovedsæde for og en kommunal enhed. Den kommunale enhed har et areal på 101. 018 km2. Den egentlige by har omkring 5.100 indbyggere.

## Geografi
Byen ligger ved Kyparissia-bugten, en bugt i Det Joniske Hav, som er et af de vigtigste yngleområder for den truede havskilpadde uægte karette (Caretta caretta). Kyparissia ligger 38 km nord for Pylos, 46 km nordvest for Kalamata og 51 km sydøst for Pyrgos. Den Græsk nationalvej 9 (Pyrgos - Methoni) passerer gennem byen. Kyparissia er endestationen for en nu nedlagt jernbanelinje fra Kalo Nero, på strækningen fra Pyrgos til Kalamata. Byen har en havn, som hovedsageligt bruges til fragtformål. På en bakke øst for byens centrum ligger en fæstning, der blev bygget i den Frankiske periode